# Порто Кацики
Порто Кацики (на гръцки: Πόρτο Κατσίκι) в превод Пристанището на козите е плаж на остров Левкада, Гърция, на брега на Йонийско море. Своето име получава, поради факта че в миналото е бил достъпен само за козарите с техните стада и много дълго време те са били единствените посетители по тези места.
Порто Кацики е известен с чистата си морска вода в наситено синьо и красивия контраст с плажа, осеян с обли бели камъчета. Над самия плаж е надвиснала отвесна скала, в която има изсечени стъпала, за да се слезе до плажа. Порто Кацики се намира близо до село Атани и отстои на 35 km от столицата на острова Левкада. Плажът разполага с паркинг на върха на скалата в близост до мястото, откъдето започва стълбището към него. Има заведения за хранене, предлагат се чадъри и шезлонги под наем, но къмпингуването е забранено. Най-близкото място, където туристите могат да се настанят, е Атани. Много туристи идват дотук и с лодки откъм град Нидри.
Порто Кацики пострадва както и целият остров Левкада при разрушителното земетресение от 6. степен по скалата на Рихтер на 17 ноември 2015 г., когато се образува свлачище, което затрупва част от плажната ивица.